# Bailliage de Surpierre
?–1472
Entités suivantes :
- Châtellenie de Surpierre

1472–1536
Entités précédentes :
- Seigneurie de Surpierre

Entités suivantes :
- Bailliage de Surpierre

1536–1798
Entités précédentes :
- Châtellenie de Surpierre

Entités suivantes :
- Canton de Sarine et Broye

La seigneurie de Surpierre est une seigneurie située dans l'actuel canton de Fribourg. En 1272, la seigneurie devient la châtellenie de Surpierre. En 1536, la châtellenie devient un bailliage fribourgeois sous le nom de bailliage de Surpierre.

## Histoire
La seigneurie appartient d'abord à la famille de Surpierre, citée de 1142 à 1233,. Hugo est le premier seigneur de Surpierre qui apparaît dans les sources. Il a pour fils : Guillaume, Nantelme, Rodolphe, Turumbert, Othon et probablement Humbert et Girold. Son fils Guillaume porte le titre de chevalier (en latin : miles).
Arbre généalogique de la famille de Surpierre
- Hugo de Surpierre
  - Guillaume de Surpierre
    - Pierre de Surpierre
    - Hugo de Surpierre
    - NN.

  - Nantelme de Surpierre
    - Pierre de Surpierre
    - Agnès de Surpierre
    - Marguerite de Surpierre

  - Rodolphe de Surpierre
  - Turumbert de Surpierre

À l’extinction de la famille de Surpierre, la seigneurie échoit à la famille de Cossonay, dont les seigneurs de Surpierre étaient vassaux. La seigneurie reste dans la famille du XIIIe siècle jusqu'en 1399, date à laquelle elle est vendue à Ebal de Challant.
En 1488, le duc de Savoie inféode la châtellenie à François de Gruyère. En 1536, la châtellenie est occupée par les Fribourgeois et est érigée en bailliage.
Les historiens sont partagés sur la question de l'appartenance d'Henniez à la seigneurie de Surpierre ou à la châtellenie épiscopale de Lucens, au Moyen Âge.

## Châteaux
Il n'existe aucune trace d'une construction en bois. Un premier château est érigé au milieu du XIIe siècle. Un second château est attesté dès le XIIIe siècle. Il est rebâti en 1544.

## Seigneurs
Les seigneurs sont les suivants :
- Jusqu'en 1399 : Famille de Cossonay ;
- 1399-? : Ebal (ou Yblet) de Challant[9] ;
- 1414-? : Famille de Glérens[1] ;

## Châtelains
Les châtelains sont les suivants :
- 1477-1480 : François de Treytorrens[10],[11] ;
- fin XVe : Jean Daguet[12] ;

## Baillis
Les baillis sont les suivants :
- 1551-1554 : Georges Praderwan[13] ;
- 1554-1559 : François Rudella[14] ;
- 1559-1564 : Hans Yerly[15] ;
- 1564-1569 : Jacob Werly[16] ;
- 1569-1574 : Hans Curbré[17] ;
- 1579-1581 : Jacques Lamberger[18] ;
- 1581-1586 : Pierre Zimmermann[19] ;
- 1586-1591 : Nicolas Zimmermann[19] ;
- 1591-1596 : Umbert Tschachtli[20] ;
- 1596 : Othmar Gottrau[21] ;
- 1601-1604 : Jacques Heimoz[22] ;
- 1604-1609 : Pierre Odet[23] ;
- 1609-1614 : Jean Offleter[24] ;
- 1614-1616 : Jean-Ulric Zimmermann[19] ;
- 1616-1621 : Pierre de Gléresse[25] ;
- 1621-1626 : Pierre Ræmy[26] ;
- 1626 : Dietrich Englisberg[27] ;
- 1631 : Nicolas de Maillardoz[28] ;
- 1636-1641 : Nicolas de Ratzé[29] ;
- 1641-1647 : Louis Python[30] ;
- 1672-1677 : Jean-Louis von der Weid[31] ;
- 1678-1681 : Daniel Daguet[12] ;
- 1682-1684 : Pancrace Schrœter[32] ;
- 1684-1690 : Jean-Jacques Hermann[33] ;
- 1692-1699 : Pierre de Montenach[34] ;
- 1699 : Simon-Pierre de Lenzbourg[35] ;
- 1705 : Jean Burgknecht[36] ;
- 1718 : Henri de Mailliardoz[28] ;
- 1746 : Joseph-Aloys Chollet[37] ;
- 1776 : Jean-Joseph Gasser[38] ;
- 1786-1791 : Balthasar Müller[39] ;
- 1796-1798 : Tobie-Félicien-Joseph-Romain Werro[40].

### Ouvrages
- Erica Bürki, Les premiers seigneurs de Surpierre et leurs sujets, Estavayer-le-Lac, Imprimerie Paul Butty, 1991
- Marcel Godet, Henri Türler et Victor Attinger, Dictionnaire historique & biographique de la Suisse, vol. 2, Neuchâtel, Imprimerie Paul Attinger, 1924 (lire en ligne)
- Marcel Godet, Henri Türler et Victor Attinger, Dictionnaire historique & biographique de la Suisse, vol. 3, Neuchâtel, Imprimerie Paul Attinger, 1926 (lire en ligne)
- Marcel Godet, Henri Türler et Victor Attinger, Dictionnaire historique & biographique de la Suisse, vol. 4, Neuchâtel, Imprimerie Paul Attinger, 1928 (lire en ligne)
- Marcel Godet, Henri Türler et Victor Attinger, Dictionnaire historique & biographique de la Suisse, vol. 5, Neuchâtel, Imprimerie Paul Attinger, 1930 (lire en ligne)
- Marcel Godet, Henri Türler et Victor Attinger, Dictionnaire historique & biographique de la Suisse, vol. 6, Neuchâtel, Imprimerie Paul Attinger, 1932 (lire en ligne), p. 432
- Marcel Godet, Henri Türler et Victor Attinger, Dictionnaire historique & biographique de la Suisse, vol. 7, Neuchâtel, Imprimerie Paul Attinger, 1933 (lire en ligne)